# 山竹抗争
山竹抗争（やまたけこうそう）とは、平成元年（1989年）7月3日から始まり平成2年（1990年）に鎮静化に至った、五代目山口組（組長は渡辺芳則）と竹中組（組長は四代目山口組竹中正久組長実弟の竹中武）との暴力団抗争事件。

## 山竹抗争勃発まで
竹中組と山口組の確執は、既に山一抗争の頃から生じていた。三代目山口組系竹中組組長から四代目山口組組長に昇格した竹中正久が、竹中の四代目襲名反発し山口組から脱退して設立された一和会により殺害された後、竹中組は一和会への報復を行っていった（山口組内でも武闘派として鳴らす竹中組は、竹中正久実弟の竹中武が二代目組長に就いていた）。しかし関東の稲川会が中心となって山口組と一和会の手打ち＝仲裁が進められ、抗争終結に動く山口組執行部とあくまで一和会への報復を継続する竹中組との間に考えの齟齬が生じていた。山口組が一和会との抗争終結を決定した後においても、竹中組は山口組離脱を匂わせつつ、配下の幹部が一和会・山本広会長を襲撃する報復を行い、その際に警備の警察官にまで怪我を負わせるなど山口組から見れば厄介な存在にさえなっていた。
1988年（昭和63年）6月には誰が山口組の五代目組長に就任するかが問題となり(山口組五代目跡目問題)、翌1989年（平成元年）2月27日の定例総会で、竹中武・二代目竹中組組長は山口組の若頭補佐に就任、4月20日には山口組緊急幹部会が開かれ、五代目の人選が議論された。この席では竹中武は態度を保留し、若頭・渡辺芳則（二代目山健組組長）と組長代行・中西一男（中西組組長）が話し合った上で、中西が五代目の立候補を取り下げ渡辺の五代目擁立が決まった。
跡目問題に決着をつけた渡辺は、4月下旬に神戸市花隈の山健組事務所で、本部長・岸本才三（岸本組組長）と近松博好（近松組組長）と会合を行い、一和会への報復を辞さない竹中武を山口組に留め置くことを確認、その上で竹中武の連れ戻しを協議したが、若頭補佐・宅見勝（宅見組組長）がこれに反対した。宅見は尾崎彰春（心腹会会長）に依頼して岸本に竹中武連れ戻しを断念させ、結局のところ渡辺も宅見の考えに同調して竹中武の連れ戻しは白紙になり、竹中の山口組脱退は濃厚になった。
5月10日の山口組緊急執行部会で、宅見の山口組若頭就任が内定、この執行部会を竹中武は欠席していた。同月18日に渡辺は山口組本家で、舎弟24人、若衆45人と盃直しの儀式を行い、ここで尾崎彰春の実子・尾崎勝彦ら4人が新たに直参になった一方で、竹中武、矢嶋長次（二代目森川組組長）・牛尾洋二（牛尾組組長）・森田唯友紀（森唯組組長）の4人が欠席した。
27日に渡辺は新執行部を発足させ、新設の最高顧問に中西一男、若頭補佐に英五郎（英組組長）・倉本広文（倉本組組長）・前田和男（黒誠会会長）・司忍（弘道会会長）・滝澤孝（芳菱会総裁）、舎弟頭に益田啓助（益田（啓）組組長）、舎弟頭補佐に石田章六（章友会会長）・大石誉夫（大石組組長）・西脇和美（西脇組組長）、舎弟に嘉陽宗輝、桂木政夫（後に舎弟頭補佐）、木村茂夫が就いた。岸本才三は舎弟となり総本部長に留任、副本部長に野上哲男が就いた。また顧問に益田佳於・小西音松・伊豆健児が就いた。
新人事には若頭の宅見の意向が強く反映される格好となり、陣容を整えた後の6月5日の山口組定例会で、竹中武・矢嶋長次・牛尾洋二・森田唯友紀の山口組脱退が発表された。25日には他団体に対し「五代目山口組幹部一同」の名義で、「竹中武、矢嶋長次、森田唯友紀、牛尾洋二は、今後五代目山口組とは何ら関係なし」とする文書を送付した。
但し、先代・竹中正久の位牌の取り扱いと山口組の守り刀の譲り渡しには手間がかかり、位牌と仏壇については6月4日に岸本・西脇と神戸市の佐藤邦彦（佐藤組）組長が竹中武を訪問し、懇請の上で受け取り、また守り刀については、6月25日に中西最高顧問と倉本・前田の両若頭補佐及び石田舎弟頭補佐が竹中組を訪問し、当座として山口組代紋の山菱が施された純金製三つ重ねの金杯を竹中組より渡辺に送り、抗争勃発後の7月5日に守り刀相続の書類が整ったことから、竹中武の使いが桑田兼吉（三代目山健組組長）に届けている。

## 山竹抗争
7月3日夜に岡山市新京橋の竹中組事務所が走行中の車から2発銃撃を受け、翌4日には姫路市の病院の玄関ロビーで治療を受けた牛尾組組員が、2人組の男から3発の銃弾を撃ち込まれた。
山口組は、7月20日に神戸市灘区の本家2階の80畳敷きの大広間で、渡辺芳則の山口組五代目襲名相続式典を挙行。媒酌人は大野一家義信会・津村和磨会長、後見人は稲川会・稲川聖城総裁、取持人は稲川会・石井隆匡会長、奔走人は稲川会・稲川裕紘理事長（後の三代目稲川会会長）。推薦人は、四代目会津小鉄会・図越利一総裁、松葉会・中村益也会長、四代目今西組・辻野嘉兵衛組長、三代目森会・平井龍夫会長、二代目大日本平和会・平田勝義会長、俠道会・森田幸吉会長、工藤連合草野一家・工藤玄治総裁、四代目小桜一家・神宮司文夫総裁、住吉連合会・堀政夫総裁。見届人は、導友会、愛桜会、四代目砂子川組、三代目倭奈良組、三代目互久楽会、二代目大野一家、三代目南一家、四代目佐々木組、諏訪会、二代目松浦組、三代目旭琉会。霊代は、中西一男。しかし、兵庫県警が、山口組五代目襲名式阻止の方針を打ち出したため、実際に山口組五代目襲名相続式典に出席したのは、山口組直系組長92人と、稲川聖城、石井隆匡、稲川裕紘、五代目酒梅組・谷口政雄組長、東亜友愛事業組合・沖田守弘理事長、双愛会・石井義雄会長ら10数人の親戚筋だけだった。襲名相続式典にあたっては祝儀の半分を先代組長の未亡人に贈るのが慣わしだったが、この時渡辺は、先代・竹中正久の内妻・中山きよみに全く祝儀を届けていない。
対する竹中組も、7月18日に山口組の山菱の代紋を降ろし、新たに山口組と酷似した菱形の代紋を掲示。7月28日には総会を開き、副組長に青木恵一郎、若頭に大西康雄、総本部長に笹部静男、組織委員長に貝崎忠美を据え、牛尾洋二が竹中組舎弟頭補佐に就任した。だが、この時点で舎弟頭補佐・杉本明政や若頭補佐の生島仁吉・宮本郷弘が離脱に反対、これに対し竹中武は杉本を除籍、生島・宮本を破門とする。竹中組から追われた格好の杉本と生島は宅見の許へと走り、8月1日に両者は宅見から盃を与えられ舎弟入り。杉本は宅見組組長代行に就任する。更に竹中武と行動を共にしていた森田唯友紀がヤクザから引退し、森唯組員の大部分が山口組傘下の組員になっている。
同年8月3日、姫路市の竹中組事務所の窓ガラスが銃撃された。
同年8月23日、竹中組組員が自発的に集まり今後の対策を協議したが、結論は出なかった。
同日午後8時、姫路市五軒邸の竹中組大西組（組長は竹中組若頭・大西康雄）事務所に銃弾が撃ち込まれた。
同日、竹中組笹部組（組長は笹部静男）事務所に銃弾4発が撃ち込まれた。
同年8月24日、竹中組牛尾組（組長は牛尾洋二）仮設事務所に銃弾が撃ち込まれた。その後牛尾洋二はヤクザから引退した。
同年8月25日、加古川市の竹中組山本組・山本浩司組長宅に銃弾3発が撃ち込まれた。
同年8月26日、山口組三代目山健組疋田組組員が8トン積みの清掃車に乗って、竹中正宅の隣の不動産会社（竹中正が経営）に突っ込んだ。清掃車は姫路市美化業務課の物で、姫路バイパス高架下の駐車場から盗まれていた。
同日、山口組山健組村正会組員が竹中組林田組・林田誠一組長宅に銃弾を撃ち込んだ。村正会組員は、待機させていたタクシーに乗って逃走したが、姫路警察署のパトカーに追跡されて逮捕された。
同年8月27日、高松市の竹中組二代目西岡組事務所に銃弾2発が撃ち込まれた。
同年8月28日、神戸市灘区中原通の竹中組一志会事務所に銃弾3発が撃ち込まれた。玄関にいた組員が右太ももを撃たれた。
同日、竹中組組長会が開かれたが、林田誠一、笹部静男、一志会会長らが欠席した。
同年8月29日、兵庫県警暴対一課と灘警察署と姫路警察署の刑事が、竹中組笹部組と竹中組林田組と竹中組一志会の組事務所で、竹中組の看板が外されているのを発見した。
同年8月31日、山口組若頭補佐・倉本広文、山口組若頭補佐・司忍、山口組若頭補佐・前田和男が竹中武を訪問し、竹中組の解散とヤクザからの引退を迫った。竹中武は拒絶した。
この後大西康雄は竹中組から離脱し、竹中武は本部を岡山市に移した。
同日、岡山県英田郡美作町で竹中組系組員宅に銃弾3発が撃ち込まれた。
同年9月4日午後4時30分ごろ、2人組の男が岡山市田町の竹中組貝崎組事務所に銃弾を撃ち込んだ。
同日午後9時30分、姫路市辻井の竹中正宅に銃弾2発が撃ち込まれた。
同年9月6日、岡山市の竹中組宮本興業組事務所に銃弾3発が撃ち込まれた。
同年9月7日、竹中組を離脱し山口組に加入した笹部静男の自宅兼組事務所に数発の銃弾が撃ち込まれた。
同日午後11時30分ごろ、兵庫県揖保郡太子町で、竹中組幹部宅の近くにあった会社員宅に銃弾が撃ち込まれた。
同年9月10日午前0時30分ごろ、姫路市福沢町で、重点警戒中の兵庫県警機動捜査隊が、銃砲刀剣類所持等取締法違反の現行犯で、山口組宅見組組員を逮捕した。
同年9月14日、岡山市で警察庁は山口組関連の暴力対策会議を開いた。
同年9月20日、岡山市伊福町の料亭で渡辺芳則は、西日本二十日会など中国地方と四国地方の他団体組長を集めて山口組五代目襲名披露を行った。
同年9月21日、山口組宅見組組員が岡山市の竹中組組事務所の玄関ドアに銃弾5発を撃ち込んだ。宅見組組員は竹中組事務所前に張り付いて警備をしていた警察官12人に取り押さえられた。
同年9月、元一和会本部長が自らの組を解散し元一和会本部長の本籍地・山口県柳井市に戻った。
同年10月、引退した元一和会本部長は肝臓病を悪化させ、柳井市の病院に入院した。竹中武は竹中組組員3人に元一和会本部長の入院した病院を監視させ、山本広が見舞いに来るのを待ったが、元一和会本部長の退院に伴い引き上げた。
平成2年（1990年）1月23日、竹中正の自宅前路上が火炎瓶で焼かれた。
同年1月24日、竹中組組員2人が、山口県柳井市の元一和会本部長宅に侵入し、元一和会本部長から山本広の所在を聞き出そうとしたしかし、元一和会本部長は不在だった。竹中組組員2人は、元一和会本部長の妻をガムテープで縛り上げ、妻に拳銃を突きつけて元一和会本部長の所在を尋ねた。元一和会本部長の妻は返答を拒否し、竹中組組員2人は逃走した。元一和会本部長は警察に被害届を出さなかった。
同年2月5日、姫路市北条に建設中だった竹中正の家が放火された。
同年2月18日午後1時ごろ、男2人が姫路市の竹中正の自宅西側の事務所の玄関ガラスに銃弾7発を撃ち込んだ。玄関ドアは防弾ガラスで銃弾は貫通せず、怪我人はいなかった。
同年2月終わり、山口組は「平成2年（1990年）1月24日に竹中組組員2人が山本広の所在を知ろうとして、山口県柳井市の元一和会本部長宅を襲撃した」との真相を把握した。
このころ竹中組の組員は20～30人になっていた。
同年2月27日午前10時すぎ、竹中正の配下組員が犬の散歩中に、白いカローラに乗っていた3人組から銃撃された。竹中正配下の組員は背中を撃たれて近くのタクシー会社に逃げ込んだ。
同年3月3日昼、黒のジャンパー姿の男がヤクザから引退した牛尾洋二が経営する不動産会社に入り、拳銃で3発を発砲した。従業員2人がそれぞれ腹に被弾して、重傷を負った。
同年3月4日午前6時50分ごろ、山口組系組員が姫路市延末の中山きよみ（竹中正久の内妻）宅の電動式門扉を鉄棒で壊して侵入し、玄関の木戸に4発の銃弾を、表札に1発の銃弾を撃ち込んだ。怪我人はいなかった。
同年3月5日、兵庫県警は姫路警察署で緊急対策会議を開いた。岡山県警の捜査幹部もオブザーバーとして緊急対策会議に出席した。兵庫県警本部刑事部参事官・箱崎逸夫は「山口組は、先代組長の内妻を襲撃するなど、統制を欠いた状態にある」と発表した。
同年3月5日午後11時50分ごろ、岡山市十日市東町で竹中組組員・熊原健裕が、車で自宅に戻ったところを待ち伏せしていた男に、車の窓越しに銃弾6発を首や胸などに銃撃され死亡した。
同年3月6日午前4時ごろ、岡山市並木町の飲食店経営者が自宅に帰る途中、竹中組組員と間違われて腰を銃撃されて全治1ヶ月半の重傷を負った。飲食店経営者は竹中組組員が住むビルで店を開いていた。
同年3月6日午前6時45分ごろ、岡山市金岡西町の岡山ブルーハイウェイの君津インター料金所で、岡山県警は検問中に竹中組幹部1人を含む竹中組組員3人の乗った車と、竹中組組員1人が乗った車を発見し、職務質問を行い、2台の車の中を捜索し、竹中組幹部の乗っていた車から拳銃3丁と実弾44発が発見された。岡山県警の警察官は、竹中組組員4人を銃砲刀剣類所持等取締法違反容疑で、逮捕した。その後1人で車に乗っていた竹中組組員は、別の場所に拳銃1丁と実弾8発を持っていることを自供した。さらに1人で車に乗っていた竹中組組員は、捜査員に「柳井市に行っていた」と漏らした。捜査員は、1人で車に乗っていた竹中組組員が柳井市の元一和会本部長宅を襲撃したのではないかと思い厳しく追及した。
同年3月9日、平成2年（1990年）3月6日に岡山ブルーハイウェイを使って竹中組組員4人に拳銃を運ぶよう指示していた竹中組No.2の幹部が逮捕された。竹中組No.2の幹部は拘置中に竹中組から離脱しヤクザから引退した。
同年3月12日午後0時50分ごろ、岡山市大供1丁目で竹中組幹部は護衛のワゴン車を連れて車を運転していたが、山口組襲撃班の車3台に遭遇した。竹中組幹部の乗る車と護衛のワゴン車は別の道に入って分散したが、山口組襲撃班の車3台は竹中組幹部の車を追跡した。山口組襲撃班は竹中組幹部の運転する車を2度銃撃した。竹中組幹部は岡山東警察署（現・岡山中央警察署）瓦橋派出所に逃げ込んだ。
同年3月12日午後12時20分ごろ、鳥取県倉吉市のJR倉吉駅前の路上で、竹中組幹部・八栗拓一が、知り合いの女性と道路を歩行中に、胸や腹に銃弾3発を銃撃されて死亡した。知り合いの女性も右腕に銃弾1発を受け、全治3ヶ月の重傷を負った。
このころ、竹中組組員は30数人になっていた。
同年3月13日、岡山県警は、平成2年1月24日に竹中組組員2人が柳井市の元一和会本部長宅を襲撃したことの全貌を調べ上げ、山口県警に通報した。
同年3月14日午前5時ごろ、岡山市京町のマンションに帰宅した女性が、窓ガラスに銃弾が撃ち込まれ、天井に穴が開いているのを発見して110番に通報した。この部屋には、平成2年（1990年）1月20日まで竹中組幹部が住んでいて、それ以降この女性にまた貸ししていた。
同年3月14日朝、山口県警は柳井市の元一和会本部長宅の家宅捜索を行い、拳銃2丁と実弾23発を押収した。
同年3月21日午前4時、山口組大石組（組長は大石誉夫）組員が、総量23トンの大型ショベルに乗り、岡山市新京橋1丁目の竹中組組事務所に向かって突入してきた。竹中組組事務所前には、岡山東警察署の警察官14人が張り付いて警戒していた。大型ショベルは、コンクリート製の電柱2本に衝突し電線を切った。その後、大型ショベルは、駐車中のワゴン車に衝突して動けなくなった。大石組組員は岡山東警察署の警察官に逮捕された。
同年4月8日、岡山県警は、竹中組組事務所前にパトロール用のパトカーを常駐させて、車止めを増強していた。また岡山県警は、岡山市市道から竹中組組事務所までの道路の入り口に車止めを置き、警察官3人に監視させていた。
同日午前4時、大石組組員が中型タイヤショベルに乗り、岡山市市道から竹中組組事務所までの道路の入り口の車止めを撥ねて竹中組組事務所に突入してきた。警察官2人がパトカーに乗り、タイヤショベルにぶつけてパトカーから脱出したが、タイヤショベルを止められなかった。現場指揮の警察官が、正当防衛の拳銃使用を許可した。3人の警察官がタイヤショベルのタイヤに向けて銃弾11発を発射した。タイヤショベルのタイヤはぺちゃんこになったが、タイヤショベルは竹中組組事務所の通用門に突入し、それから竹中組組事務所のガレージに突入して車を潰した。20人の竹中組組員が竹中組組事務所から飛び出してきてタイヤショベルを取り囲み、投石した。その後、タイヤショベルは竹中組組事務所への衝突を開始した。数人の竹中組組員がタイヤショベルによじ登ったため、警察は発砲を中止した。竹中組組員1人が刃渡り17センチの包丁を持ってタイヤショベルによじ登ったため警察官から逮捕された。タイヤショベルは竹中組組事務所への衝突を10回繰り返した。その後タイヤショベルがエンストを起こしたため、大石組組員は投降して、岡山県警に逮捕された。
岡山県警は竹中組組事務所の警備を14人から20人に増やし、バリケードを2個設置した。
このころ、竹中組組員は10数人になっていた。
同年5月8日、元一和会本部長宅を襲撃した竹中組組員のうち、最後の1人が逮捕された。
同年6月18日午前9時20分、岡山県警暴力団対立抗争事件総合対策本部は岡山東警察署、岡山西警察署、岡山南警察署の警察官250人を動員し、竹中組組事務所や竹中組組員宅など16箇所を家宅捜索した。
同日午前9時30分、岡山県警暴力団対立抗争事件総合対策本部は竹中組組事務所で、竹中武が元一和会本部長宅襲撃の指揮を執ったとして、竹中武を逮捕した。
同日、竹中組組員は14人だった。
同年6月19日、岡山県警暴力団対立抗争事件総合対策本部は竹中組組事務所の家宅捜索を続行し、三代目山口組・田岡一雄組長や竹中正久の肖像写真、菱の代紋入りの衝立なども押収した。
同年8月中旬、竹中組組員は6人になっていた。